# Ricardo Galache
Ricardo Galache ( La Habana, Cuba – Argentina, 1969) fue un actor de teatro y de cine que trabajó en España y Argentina. De niño se radicó en Madrid, donde comenzó su carrera teatral y a partir de 1939 vivió en Argentina hasta su fallecimiento. Tenía una voz profunda y tonos muy característicos.

## Carrera profesional

### Teatro
Tras debutar en el Coliseo Imperial de Madrid en la obra Doña Desdenes, se le encuentra trabajando en 1924 en el teatro Español con la compañía de María Herrero y Francisco Hernández, bajo la dirección artística de Enrique López Alarcón, y en 1932 junto a Isabel Barrón.
En 1939 llegó a la Argentina con Margarita Xirgu, participando en el montaje de El alcalde de Zalamea en el Teatro Odeón. En 1945 dirigió en Montevideo la obra Chopin y actuó en el Teatro Comedia en la representación de la obra Luz de gas, de Patrick Hamilton, en un elenco encabezado por Elsa O'Connor en el que también participó Bernardo Perrone. En 1949 actuó junto a Nélida Quiroga en Liberación, la pieza de Vicente Martínez Cuitiño dirigida por Armando Discépolo, en Un crimen vulgar en el Teatro Argentino con el mismo director, y con Margarita Xirgu en La corona de espinas, en el mismo teatro.

### Cine
En 1923 protagonizó la película sin sonido Curro Vargas dirigida por José Buchs, en el papel del personaje que da nombre al filme. En 1931 intervino en el filme Isabel de Solís, reina de Granada y luego en Alhambra, una película filmada en 1936 y estrenada en 1940.
Ya en Argentina, tuvo uno de sus papeles más destacados en La guerra gaucha (1942), dirigido por Lucas Demare. Bajo la dirección de Carlos Schlieper tuvo el papel de Gustave Flaubert en Madame Bovary y el del tío Silas en El misterioso tío Silas, ambas de 1947.
También se recuerdan sus interpretaciones del sacerdote en Armiño negro (1953) y del profesor de La voz de mi ciudad (1953).

## Televisión
- La salvaje (1961) Serie

## Filmografía
- Campo arado (1959)
- Más allá del olvido (1956)… Médico profesor Santillán
- La pícara soñadora (1956)
- El barro humano (1955) …Néstor Rómulo
- María Magdalena (1954)
- Siete gritos en el mar (1954)
- Una ventana a la vida (1953)
- Armiño negro (1953)
- Del otro lado del puente (1953)… Don Berto
- La voz de mi ciudad (1953)
- La de los ojos color del tiempo (1952)
- Rescate de sangre (1952)
- Mi vida por la tuya (1951) .... Sacerdote
- Romance en tres noches (1950)
- Don Juan Tenorio (1949)
- El misterioso tío Sylas  (1947)… Agustín / Sylas
- Madame Bovary (1947) .... Gustave Flaubert
- Nunca te diré adiós (1947)
- Celos (1946)
- La pródiga (1945)
- Villa Rica del Espíritu Santo (1945)
- La guerra gaucha (1942)
- Alhambra (1940)
- Isabel de Solís, reina de Granada (1931)
- Curro Vargas (1923) .... Curro Vargas